# (3446) Combes
(3446) Combes est un astéroïde de la ceinture principale découvert le 12 mars 1942 par l'astronome allemand Karl Wilhelm Reinmuth. Le lieu de découverte est Heidelberg (024). Sa désignation provisoire était 1942 EB.
Sa distance minimale d'intersection de l'orbite terrestre est de 1,035789 ua.
Il est nommé d'après l'écrivain, auteur d'ouvrages d'astronomie Michel-Alain Combes (d), né le 18 mars 1942, qui ne doit pas être confondu avec Michel Combes (1939-2017), astrophysicien et président de l'observatoire de Paris.